# Чукти
Чукти (пол. Czukty, нім. Czukten) — село в Польщі, у гміні Ковале-Олецьке Олецького повіту Вармінсько-Мазурського воєводства.
Населення — 48 осіб (2011).

## Демографія
Демографічна структура станом на 31 березня 2011 року:
|          | Загалом | Допрацездатний вік | Працездатний вік | Постпрацездатний вік |
| -------- | ------- | ------------------ | ---------------- | -------------------- |
| Чоловіки | 24      | 3                  | 20               | 1                    |
| Жінки    | 24      | 3                  | 19               | 2                    |
| Разом    | 48      | 6                  | 39               | 3                    |